# Levy Matebo Omari

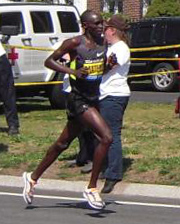
Levy Matebo Omari beim Boston-Marathon 2012

Levy Matebo Omari (* 3. November 1989) ist ein kenianischer Langstreckenläufer, der sich auf die Marathondistanz spezialisiert hat.
2008 belegte Omari im Juniorenrennen der Crosslauf-Weltmeisterschaften in Edinburgh den zehnten Platz. 2010 gewann er den Brüssel-Marathon und wurde wenige Wochen später Sechster beim La-Rochelle-Marathon. Im folgenden Jahr gewann er den Nizza-Halbmarathon in persönlicher Bestzeit von 1:00:06 Stunden und wurde Zweiter bei den 25 km von Berlin. Bei seinem Sieg beim Barcelona-Marathon im selben Jahr verfehlte er den Streckenrekord seines Landsmanns Jackson Kipkoech Kotut mit einer Zeit von 2:07:31 Stunden nur um eine Sekunde.